# Yelena Golovina
Yelena Vladimirovna Golovina –en ruso, Елена Владимировна Головина– (Komarovo, 16 de febrero de 1961) es una deportista soviética que compitió en biatlón. Ganó doce medallas en el Campeonato Mundial de Biatlón entre los años 1985 y 1991.

## Palmarés internacional
| Campeonato Mundial | Campeonato Mundial  | Campeonato Mundial | Campeonato Mundial |
| Año                | Lugar               | Medalla            | Prueba             |
| ------------------ | ------------------- | ------------------ | ------------------ |
| 1985               | Egg am Etzl (Suiza) | Medalla de oro     | Relevos            |
| 1987               | Lahti (Finlandia)   | Medalla de oro     | Velocidad          |
| 1987               | Lahti (Finlandia)   | Medalla de oro     | Relevos            |
| 1988               | Chamonix (Francia)  | Medalla de oro     | Relevos            |
| 1989               | Feistritz (Austria) | Medalla de oro     | Relevos            |
| 1989               | Feistritz (Austria) | Medalla de oro     | Equipo             |
| 1990               | Oslo (Noruega)      | Medalla de oro     | Relevos            |
| 1990               | Oslo (Noruega)      | Medalla de oro     | Equipo             |
| 1990               | Minsk (URSS)        | Medalla de plata   | Individual         |
| 1991               | Lahti (Finlandia)   | Medalla de oro     | Relevos            |
| 1991               | Lahti (Finlandia)   | Medalla de oro     | Equipo             |
| 1991               | Lahti (Finlandia)   | Medalla de bronce  | Velocidad          |